# 陇海路 (郑州)
陇海路是河南省郑州市一条呈东西走向的城市主干道，因与陇海铁路平行而得名。其中嵩山南路以西路段命名为陇海西路，嵩山南路至京广铁路段命名为陇海中路，京广铁路以东命名为陇海东路。

## 历史
最早的陇海路是西起铁路南闸口（现郑州铁路文化宫），东至布厂街口的一条土路，随着1904年，汴洛铁路在郑州动工，负责筑路的陇秦豫海总公司将窦府寨以北（今郑铁局陇海院）辟为办公场地，并吸引了一些商户到此营业，此后这里逐渐繁荣起来，这里逐渐被称为“陇海大院”，简称“陇海院”。1920年代，陇海铁路营造的苗圃被改建为“陇海花园"，1954年5月，郑州市在“陇海院”和“陇海花园"之间建起一条马路，1956年该路向西延伸至大学路，命名为陇海马路，以区别陇海铁路。1956年，郑州铁路管理局（1958年9月改为郑州铁路局，现中国铁路郑州局集团有限公司）在陇海路上建成办公。
1967年，陇海路继续西延至嵩山路，路宽7米，后加宽至13米。1983年，陇海路从城东路延至站前街，由郑州市政公司承建，当年11月26日竣工。1984年，陇海路与京广铁路相交处建成立交桥。
1990年，陇海路向西延伸至桐柏路，道路红线宽41米，其中快车道13米，慢车道7米，分车带1.5米，人行道5.5米。工程由郑州市政公司第二工程处施工，8月10日开工，当年12月30日竣工。2003年，陇海路向西通至西三环。

### 高架路建设
2013年10月7日，陇海路高架工程开工，称为陇海快速路。陇海快速路西起新田大道，沿陇海路上方一直向东，之后沿货站街、永平路、安平路上方架设，东端止于 京港澳高速以东，接商都路，全程均为双向6车道高架道路，于2015年全线通车，是郑州市“环形+井字”的快速路网体系中重要的一“横”。

## 主要交汇道路
道路顺序由西往东排列，粗体字为主干道
- 荥密路 (232省道)
- 塔山路
- 京城路
- 荥泽大道
- 桃贾路
- 郑州绕城高速
- 新田大道
- 泉州路
- 西四环路
- 富民路
- 西三环路
- 华山路
- 秦岭路
- 伏牛路
- 桐柏南路
- 文化宫路
- 工人路
- 嵩山南路
- 兴华北街、兴华南街
- 淮北街
- 勤劳街
- 大学北路、大学中路
- 交通路
- 铁英街
- 京广北路、京广中路、京广快速路
- 铁文街
- 一马路
- 钱塘路、布厂街
- 南关街
- 新郑路
- 紫荆山路
- 城东路
- 货站北街
- 东明路
- 未来路